# Nachtfalken (1981)
Nachtfalken (Nighthawks) ist ein US-amerikanischer Actionfilm von Bruce Malmuth aus dem Jahr 1981.

## Handlung
Die in New York City tätigen Polizisten Deke DaSilva und Matthew Fox arbeiten häufig in der Nacht. DaSilva ist dabei mit Perücke, Kleid und Handtasche ein als Frau verkleideter Lockvogel, um gemeinsam Räuber dingfest zu machen.
Der Terrorist Reinhardt Heymar Wulfgar verübt in London einen Sprengstoffanschlag auf ein Kaufhaus, später tötet er drei Polizisten und einen Gefolgsmann, den er verdächtigt, die Polizisten zu ihm geführt zu haben. Mit dem Gefolgsmann hatte er sich während einer Party getroffen; dieser hatte, wie Wulfgar später von seiner Komplizin Shakka Holland erfährt, einen gefälschten Pass für ihn bei sich. Da nun sein Aussehen bekannt ist, unterzieht sich Wulfgar einer plastischen Operation in Paris, tötet den Chirurgen und reist nach New York City.
Der britische Antiterrorexperte Peter Hartman informiert die New Yorker Polizisten über Wulfgar: Um unterzukommen, lerne Wulfgar in Diskotheken junge Frauen kennen, um dann vorübergehend bei ihnen einzuziehen. Tatsächlich macht Wulfgar auf diese Weise die Bekanntschaft mit der Stewardess Pam, sieht sich aber gezwungen, sie zu töten, als sie in ihrer Wohnung seinen Waffenkoffer öffnet. Ermittler finden in der Wohnung der Getöteten einen Hinweis auf Wulfgar, der zuvor eine nächtliche Explosion im Bankenviertel verursacht hatte. DaSilva und Fox klappern mit einem Foto von Pam Diskotheken ab, bis die Tote von einem Türsteher erkannt wird. In dieser Diskothek kann DaSilva tatsächlich Wulfgar identifizieren, einem Schusswechsel folgt eine Verfolgungsjagd durch U-Bahnstationen und einen U-Bahnzug. DaSilva lässt eine Schussgelegenheit aus, weil Wulfgar eine mit seinem Messer bedrohte weibliche Geisel vor seinen Körper hält, später schlitzt Wulfgar mit dem Messer eine Kieferseite von Fox auf und entkommt. Im Krankenhaus wirft Fox DaSilva vor, nicht geschossen zu haben. 
Holland erschießt Hartman während einer Veranstaltung der UNO, die die Polizei bewacht. Wulfgar und Holland nehmen anschließend UN-Mitarbeiter in einer Kabine der Roosevelt Island Tramway als Geiseln. Wulfgar tötet die Frau des französischen Botschafters, als DaSilva von einem Hubschrauber aus die Kabine inspiziert. Anschließend bestellt er DaSilva in die Kabine, um ein Baby aus der Gondel in Sicherheit zu bringen. Sodann soll DaSilva einen Bus fahren, der die beiden Terroristen und die Geiseln von der Seilbahnstation zum Flughafen und einem Flugzeug bringt. DaSilva wird vor dem Bus von Wulfgar auf Waffen durchsucht, unmittelbar danach spielt DaSilva ein Kassette von Hartman ab, auf der dieser Holland anprangert. Wütend bewegt sich Holland von den vor dem Bus wartenden Geiseln weg und wird von Fox mit dem Gewehr erschossen. Wulfgar, der gerade den Bus inspizierte, fährt los und stürzt in den East River, von wo aus er erneut entkommt.   
Wulfgards Unterschlupf bei einem Helfer wird von der Polizei durchsucht. DaSilva findet dort angelegte Informationsbögen zu dessen Kontrahenten, auch zu von DaSilvas getrennt lebender Frau Irene. Tatsächlich beobachtet Wulfgar Irene beim Nachhausekommen und dringt in ihre Wohnung ein. In der Küche steht sie mit dem Rücken zu ihm, als er mit erhobenen Messer auf sie zugeht und sie sich umdreht. Doch es ist DaSilva mit blonder Perücke und Nachthemd, der Wulfgard erschießt, als dieser auf ihn zuspringt.

## Kritiken
Janet Maslin schrieb in der New York Times vom 10. April 1981, Filme wie diesen hätte man bereits früher gesehen. Seine Elemente seien altbekannt, sie würden jedoch auf eine Weise zusammengestellt, die erfrischend wirke. Die Regie von Bruce Malmuth mache den Film „ungelenk“, aber „temporeich“ und „sehr lebhaft“.

„Ideologisch verschwommener, unglaubwürdiger Actionfilm, der Terroristen einerseits als psychopathische Einzelgänger verniedlicht, andererseits aber für eine "Gewaltlösung" plädiert.“

„Bruce Malmuths Regiedebüt bietet Hochspannung mit dramaturgisch und kameratechnisch aufwendiger Action. Fazit: Old-School-Action mit zupackenden Stars.“

## Hintergrund
Der Film wurde in New York City, London und Paris gedreht. Seine Produktionskosten betrugen schätzungsweise fünf Millionen US-Dollar. Der Film spielte in den Kinos der USA ca. 14,9 Millionen US-Dollar ein.
Das Londoner Kaufhaus, auf das zu Beginn des Films ein Bombenattentat verübt wird, war Arding & Hobbs in Clapham, welches zum Zeitpunkt der Dreharbeiten zur Allders-Gruppe gehörte. Das Kaufhaus existiert heute noch, äußerlich nahezu unverändert. 2005 wurde es von Debenhams übernommen.
In der Originalfassung ist Wulfgar ein deutscher Terrorist. In der deutschen Synchronfassung stammt er aus den Niederlanden, was auch der Realität nahe kommt, da der Darsteller, Rutger Hauer, in der Nähe von Utrecht geboren wurde.
In der Sequenz in der Pariser Kirche spricht Wulfgar im Original den kompletten Dialog mit Shakka auf Deutsch.